# Курилко-Рюмин, Михаил Михайлович
Михаи́л Миха́йлович Кури́лко-Рю́мин (8 февраля 1923, Петроград — 16 марта 2012, Москва) — советский и российский театральный художник, сценограф, живописец, педагог. Академик Российской академии художеств (1995; член-корреспондент с 1988), народный художник России (1993). Профессор.

## Биография[2][3]
Родился 8 февраля 1923 года в Петрограде.
Участник Великой Отечественной войны. В результате фронтового ранения лишился руки. В январе 1942 года был демобилизован. До конца войны работал художником Киргизского театра оперы и балета в городе Фрунзе. Учился у трудившихся там в период эвакуации крупных театральных художников из Большого Театра (Т. Дьякова) и МХАТа (В. Селиванов, Т. Серебрякова и И. Элияссон). Первые самостоятельные постановки в качестве театрального художника — опера «Чио-Чио-Сан» и комедия «Ревизор».
В 1945 году поступил во ВГИК, где его педагогами были Ф. Богородский, Ю. Пименов, Г. Шегаль, Б. Дубровский-Эшке.
Первой его работой в Москве стал спектакль «Горе от ума» А. С. Грибоедова, поставленный М. О. Кнебель в 1952 году на сцене Центрального детского театра.
Почти за полвека работы в театре М. Курилко-Рюмин оформил более двухсот спектаклей в театрах Алма-Аты, Астрахани, Будапешта, Днепропетровска, Владикавказ, Донецка, Каунаса, Минска, Москвы, Праги, Саратова, Свердловска, Омска, Уфы, Фрунзе. Среди его киноработ — знаменит фильм «Шумный день», снятый в 1960 году режиссёром А. Эфросом по пьесе В. Розова.
С 1951 по 1962 год Курилко-Рюмин преподавал во ВГИКе, а в 1962 году стал профессором Московского художественного института имени В. И. Сурикова.
Жил в Москве в доме у Покровских ворот.

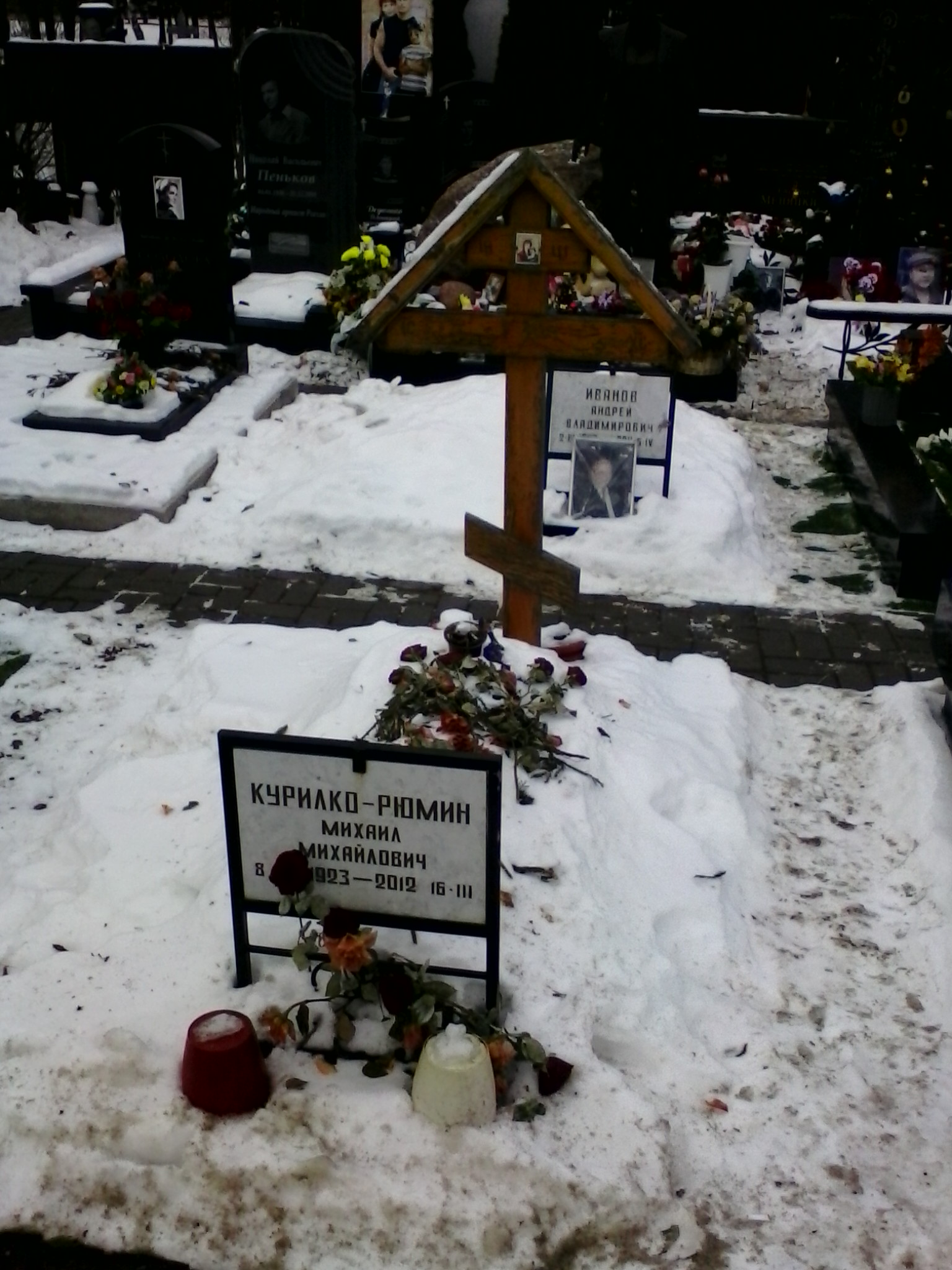
Могила М. М. Курилко-Рюмина на Троекуровском кладбище Москвы.

Скончался 16 марта 2012 года. Похоронен в Москве на Троекуровском кладбище.

## Награды и звания
- Орден «За заслуги перед Отечеством» III степени (24 апреля 2008 года) — за большой вклад в развитие отечественного изобразительного искусства, многолетнюю творческую и общественную деятельность[7].
- Орден «За заслуги перед Отечеством» IV степени (9 июля 1998 года) — за заслуги перед государством, большой вклад в укрепление дружбы и сотрудничества между народами, многолетнюю плодотворную деятельность в области культуры и искусства[8].
- Орден Отечественной войны I степени.
- Народный художник Российской Федерации (13 мая 1993 года) — за большие заслуги в области изобразительного искусства[9].
- Заслуженный художник РСФСР (13 ноября 1970 года) — за заслуги в области советского изобразительного искусства[10].
- Заслуженный художник Республики Северная Осетия — Алания (1996).
- Благодарность Президента Российской Федерации (11 апреля 2003 года) — за большие заслуги в развитии отечественного изобразительного искусства[11].
- Золотая медаль Российской академии художеств 1995 г. — за эскизы к опере «Пиковая дама» П. И. Чайковского.
- Орден «Серебряного орла» — 2008 г.

## Учёные звания
- Действительный член Российской академии художеств (1995; член-корреспондент 1988);
- Действительный член Российской академии гуманитарных наук (1995);
- Действительный член Академии художеств Киргизии (1998);
- Главный учёный секретарь президиума Российской академии художеств с 1997 года;
- Академик-секретарь отделения театрально- и кинодекорационного искусства Российской академии художеств с 1998 года;
- Профессор (1989).

## Основные работы

### Сценография спектаклей
- в Днепропетровском театре оперы:
  - «Овод» А. Спадавеккиа (1987)
  - «Пиковая дама» П. И. Чайковского (1990)
- в театре драмы в Уфе:
  - «Бедность не порок» А. Островского (1973)
  - «Не было ни гроша» (1986)
- в театре им. М. Н. Ермоловой:
  - «Пушкин» А. Глобы (1954)
  - «Суббота, воскресенье, понедельник» (1962)
  - «Горное гнездо» по Д. Мамину-Сибиряку (1977)
- во МХАТе:
  - «Возмездие» (1965),
  - «Безымянная звезда» (1957)
- «Горе от ума» А. Грибоедова в ЦТМ (1951, Москва)
- в театре им. Я. Купалы (Минск):
  - «Дядя Ваня» А. Чехова (1996)
- в Музыкальном театре Омска:
  - «Риголетто» Дж. Верди (1995)
- в Русском драматическом театре (Владикавказ):
  - «Отелло» У. Шекспира (1996)
  - «Вишневый сад» А. Чехова (1997)

## Выставки[12]
- «Театр». Посвящена 50-летию педагогической деятельности М. М. Курилко-Рюмина. 24 января 2012 — 04 февраля 2012[5]
- «Сотворивший Чудо». Ретроспективная, посвящена 90-летию М. М. Курилко-Рюмина. 12-28 февраля 2013

## Семья[2]
- Отец — Курилко Михаил Иванович (1880—1969), выдающийся театральный художник,
- Мать — Рюмина Вера Николаевна (1889 — июль 1942[13]?) из знаменитого рода Бестужевых-Рюминых[14].

М. М. Курилко-Рюмин чтил память своих родителей и предков и страстно защищал её даже от тех, кто заслуживал только пренебрежения.
- Супруга — Курилко-Рюмина Маргарита Пантелеймоновна (1934—2021[16]),
- Сын — Курилко-Рюмин Михаил Михайлович (род. 1954),
- Дочь — Курилко-Рюмина Мария Михайловна (род. 1960).

## Известные ученики[3][источникне указан 3559 дней]
- Акмухаммедов Шамухаммед (Шаджан) (1937—2010) Народный художник Туркменистана, профессор, член группы «Семёрка»;
- Бекмурадов Батыр Бекмурадович, заслуженный художник Туркменистана;
- Амансахатов Бердикули (род.1950) — лауреат Госпремии СССР, заслуженный художник Республики Хакасии;
- Никонова, Виктория Павловна (1968—2008) — российская художница;
- Пугачёв, Владимир Николаевич (род. 1969) — российский художник, пейзажист;
- Полиенко, Иван Алексеевич (род. 1951) — советский и российский художник, живописец, заслуженный художник России, член-корреспондент РАХ;
- Цагараев, Максим Максимович (род. 1951) — советский и российский живописец, педагог, доцент РГСАИ;
- Цыбикова, Алла Ойдоповна (1951—1998) —заслуженный художник Российской Федерации, заслуженный художник Бурятии;
- Амансахатов Б. Г.
- Амансахедов В.Б
- Азиханов И.
- Арефьев В. А.
- Бенедиктов С. Б.
- Бортнова Н. П.
- Васина А. В.
- Данюкова Н. А.
- Дюков А. В.
- Елизаров В. Е.
- Елизаров Ф. В.
- Елизарова И. В.
- Кулаков В. А.
- Купалян А. В.
- Лаворько (Кузнецова) Л. С.
- Низамов Р. З.
- Очнев А. Е.
- Перотти С.
- Покладова (Покладова-Архангельская) И. А.
- Полиенко И. А.
- Пугачев В. Н.
- Решетникова Л. Ф.
- Сукоян В. Н.
- Терентьева Т.
- Тимергалеев А.
- Токарев С. Е.
- Устинов Ю. С.
- Фомичева Д. В.